# La Magnífica Zamorano
Camila Anae Rodríguez Encinas (Hermosillo, Sonora 2008) también conocida como La Magnífica Zamorano es una boxeadora mexicana campeona internacional del Consejo Mundial de Boxeo, en la categoría peso átomo.

## Trayectoria deportiva
Desde los once años entrena con su padre Eleazar Zamorano, quien también es su entrenador, debutó en el plano profesional en 2023 tras una corta carrera como aficionada donde por su edad y género no encontraba rivales, situación que se presenta todavía en la etapa inicial profesional.
Acumuló récord de 53-4 como amateur, ganando una docena de cinturones en torneos regionales y estatales que la motivaron a tomar la decisión como estudiante de preparatoria del Cecytes a debutar en el boxeo de paga porque sólo podía competir en los Juegos Nacionales de la Conade hasta la edad de 17 años. 
Primera boxeadora sonorense en ganar un campeonato internacional, el 12 de octubre se coronó con el título internacional del Consejo Mundial del Boxeo, tras su triunfo contra la filipina Norj Guro. campeonato internacional en peso átomo en la Arena Sonora. Con esta pelea acumula 10 victorias sin derrota. 

### Pelea para retener el título peso Átomo
La Magnífica Zamorano peleó el 25 de julio de 2025 para retener el Título Mundial Juvenil peso Átomo del Consejo Mundial de Boxeo en San Luis Potosí ante Yoselyn Pérez originaria de Baja California, en donde ganó por decisión unánime. 

## Otras actividades
Egresada del Colegio de Estudios Científicos y Tecnológicos del Estado de Sonora plantel Hermosillo V Pueblitos. 

## Premios y reconocimientos
- Ganó el premio Municipal del Deporte 2024 en Hermosillo, en la categoría juvenil femenina.[15]